# Ciocadia
Ciocadia – wieś w Rumunii, w okręgu Gorj, w gminie Bengești-Ciocadia. W 2011 roku liczyła 694 mieszkańców.